# Fêtes et jours fériés en Turquie
Les fêtes et jours fériés en Turquie sont l'ensemble des fêtes religieuses et civiles qui sont légalement définies par la loi. La Turquie compte 13 jours fériés (fêtes religieuses et civiles) légalement définis par la constitution turque. Les jours fériés sont inscrits dans la loi no 2429 du 19 mars 1981.

## Fêtes fériées

### Fêtes civiles
| Date        | Nom                                                              | Indication |
| ----------- | ---------------------------------------------------------------- | --- |
| 1er janvier | Jour de l'an                                                     | |
| 23 avril    | Journée de la souveraineté nationale et des enfants              | Commémoration de la constitution de la Grande Assemblée nationale de Turquie en 1920. Dédié aux enfants.                                      |
| 1er mai     | Fête du Travail                                                  | |
| 19 mai      | Journée de Commémoration d'Atatürk, de la Jeunesse et des Sports | Commémoration du début de la guerre d'indépendance turque avec le débarquement en 1919 d'Atatürk à Samsun. Dédié à la jeunesse.               |
| 15 juillet  | Journée de la Démocratie et de l'Unité nationale                 | Commémoration de l'unité nationale contre la tentative de coup d'État de 2016.                                                                |
| 30 août     | Jour de la Victoire                                              | Commémoration de la victoire lors de la bataille finale à Dumlupınar mettant fin à la guerre d'indépendance en 1922. Dédié aux forces armées. |
| 29 octobre  | Fête de la République                                            | fête nationale qui célèbre la proclamation de la République turque du 29 octobre 1923                                                         |

| Date                   | Nom         | Indication |
| ---------------------- | ----------- | --- |
| 1er au 3 Chawwal       | Aïd el-Fitr | Fin du ramadan, mois de jeûne et de prières pour les musulmans (trois jours et demi)                                                      |
| 10 au 13 Dhou al-hijja | Aïd El Adha | « la fête du sacrifice », commémoration de la soumission d’Abraham à Dieu, marque la fin du pèlerinage à La Mecque (quatre jours et demi) |